# Pouffonds
Pouffonds és un municipi francès situat al departament de Deux-Sèvres i a la regió de la Nova Aquitània. L'any 2007 tenia 354 habitants.

## Demografia

### Població
El 2007 la població de fet de Pouffonds era de 354 persones. Hi havia 144 famílies de les quals 31 eren unipersonals (8 homes vivint sols i 23 dones vivint soles), 64 parelles sense fills i 49 parelles amb fills.
La població ha evolucionat segons el següent gràfic:
Habitants censats

### Habitatges
El 2007 hi havia 165 habitatges, 147 eren l'habitatge principal de la família, 7 eren segones residències i 11 estaven desocupats. 164 eren cases i 1 era un apartament. Dels 147 habitatges principals, 117 estaven ocupats pels seus propietaris i 29 estaven llogats i ocupats pels llogaters; 3 tenien dues cambres, 12 en tenien tres, 44 en tenien quatre i 87 en tenien cinc o més. 126 habitatges disposaven pel capbaix d'una plaça de pàrquing. A 58 habitatges hi havia un automòbil i a 84 n'hi havia dos o més.

### Piràmide de població
La piràmide de població per edats i sexe el 2009 era:
| Homes | Edats   | Dones |
| ----- | ------- | ----- |
| 0     | 95 o +  | 0     |
| 0     | 90 a 94 | 0     |
| 0     | 85 a 89 | 0     |
| 0     | 80 a 84 | 4     |
| 8     | 75 a 79 | 4     |
| 20    | 70 a 74 | 24    |
| 12    | 65 a 69 | 8     |
| 16    | 60 a 64 | 12    |
| 4     | 55 a 59 | 12    |
| 8     | 50 a 54 | 8     |
| 16    | 45 a 49 | 16    |
| 16    | 40 a 44 | 16    |
| 12    | 35 a 39 | 20    |
| 16    | 30 a 34 | 16    |
| 8     | 25 a 29 | 8     |
| 8     | 20 a 24 | 4     |
| 24    | 15 a 19 | 8     |
| 12    | 10 a 14 | 20    |
| 8     | 5 a 9   | 4     |
| 12    | 0 a 4   | 4     |

## Economia
El 2007 la població en edat de treballar era de 227 persones, 171 eren actives i 56 eren inactives. De les 171 persones actives 163 estaven ocupades (86 homes i 77 dones) i 9 estaven aturades (3 homes i 6 dones). De les 56 persones inactives 22 estaven jubilades, 11 estaven estudiant i 23 estaven classificades com a «altres inactius».

### Ingressos
El 2009 a Pouffonds hi havia 153 unitats fiscals que integraven 370 persones, la mediana anual d'ingressos fiscals per persona era de 17.131 €.

### Activitats econòmiques
Dels 6 establiments que hi havia el 2007, 1 era d'una empresa extractiva, 3 d'empreses de construcció, 1 d'una empresa d'informació i comunicació i 1 d'una entitat de l'administració pública.
Dels 3 establiments de servei als particulars que hi havia el 2009, 1 era una fusteria i 2 electricistes.
L'any 2000 a Pouffonds hi havia 16 explotacions agrícoles que ocupaven un total de 912 hectàrees.

## Equipaments sanitaris i escolars
El 2009 hi havia una escola elemental integrada dins d'un grup escolar amb les comunes properes formant una escola dispersa.

## Poblacions més properes
El següent diagrama mostra les poblacions més properes.